# Synodontis obesus
Synodontis obesus är en fiskart som beskrevs av Boulenger, 1898. Synodontis obesus ingår i släktet Synodontis och familjen Mochokidae. IUCN kategoriserar arten globalt som livskraftig. Inga underarter finns listade i Catalogue of Life.